# Bulle de Wolf-Rayet

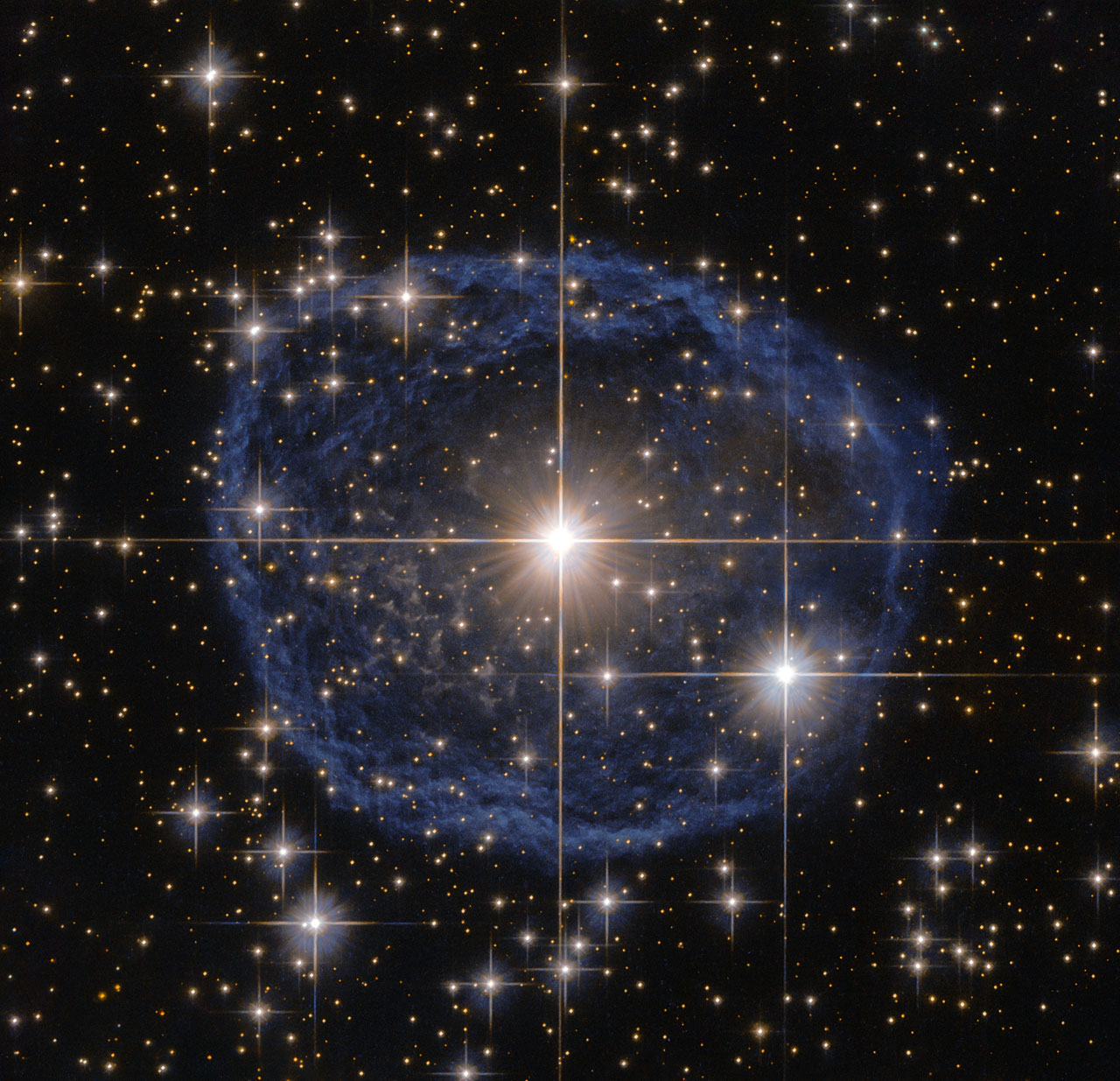
Une bulle de Wolf-Rayet entourant l'étoile WR 31a à 30 000 al du Système solaire (HST)

Une bulle de Wolf-Rayet (en anglais Wolf-Rayet bubble, terme utilisé la première fois dans une publication scientifique en 1993) est une nébuleuse en émission que l'on trouve autour de certaines étoiles Wolf-Rayet. Celles-ci comptent parmi les étoiles les plus massives connues (classe spectrale O ou B). Les réactions thermonucléaires en leur cœur libèrent alors une énergie bien supérieure à celle du Soleil, entraînant un vent solaire qui peut être jusqu'à un milliard de fois plus énergétique que celui du Soleil. De grandes quantités de gaz sont alors soufflées et éjectées dans l'espace autour de l'étoile. Elles sont ensuite ionisées par l'important rayonnement ultraviolet dégagé par des étoiles de ce type. C'est cette enveloppe gazeuse (qui nous cache souvent l'étoile) que l'on nomme bulle de Wolf-Rayet.
Bien que ces objets présentent souvent une morphologie proche de celle des rémanents de supernova, il semble qu'on ne peut pas établir clairement de relation entre ces deux types d'objets puisque l'étoile Wolf-Rayet est amenée à exploser en supernova ; il s'agit donc de deux stades différents d'évolution de l'étoile.
Les deux bulles de Wolf-Rayet les plus célèbres sont certainement la nébuleuse du Croissant (NGC 6888) et celle du Casque de Thor (NGC 2359).
Par ailleurs, en 2022 le télescope spatial James Webb détecta un autre type de bulle. Auparavant, l'étoile Wolf-Rayet 140 était connue pour ses deux anneaux de poussière. L'image obtenue par ce télescope présente au moins dix-sept spirales en forme d'un tronc d'arbre coupé. En effet, située 5 000 années-lumière de la Terre, elle se compose de deux étoiles massives qui se rapprochent tous les huit ans. Chaque fois elles, une Wolf-Rayet de type O à la fin de vie et une jeune type O, se rencontrent, les vents stellaires forment l'anneau de poussière.

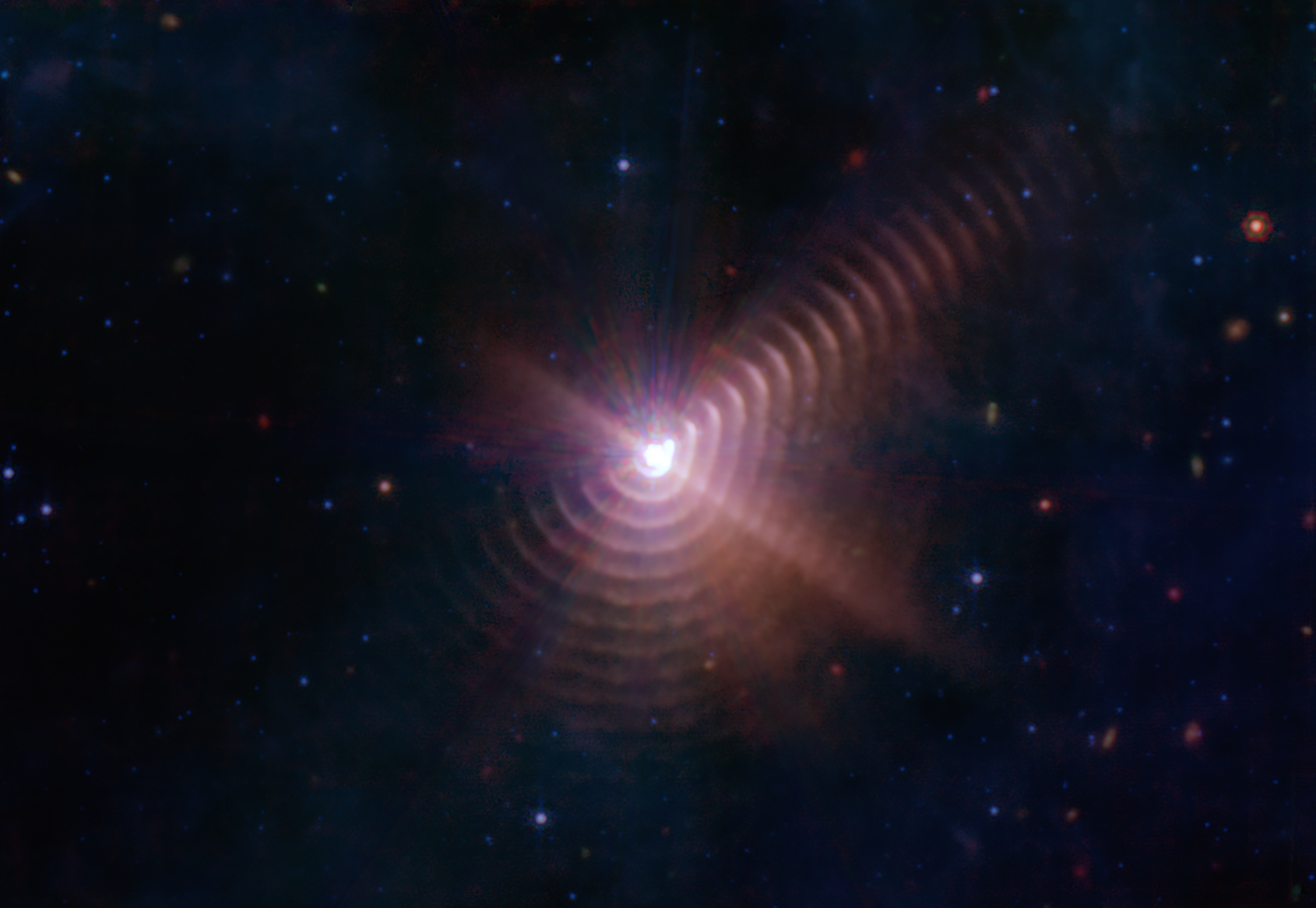
Wolf-Rayet 140 (étoile double) possédant 17 spirales de poussière.